# Österreichisch-türkische Beziehungen
Die österreichisch-türkischen Beziehungen sind das zwischenstaatliche Verhältnis zwischen Österreich und der Türkei. Die diplomatischen Kontakte zwischen den beiden Ländern gehen auf das 15. Jahrhundert zurück und die Habsburgermonarchie und das Osmanische Reich konkurrierten lange um Einfluss auf dem Balkan und in Mitteleuropa und führten mehrere Kriege gegeneinander. Im Ersten Weltkrieg waren sowohl Österreich-Ungarn als auch das Osmanische Reich als Verbündete Teil der Mittelmächte und die gemeinsame Niederlage läutete das Ende beider Reiche ein. Nach dem Krieg nahmen Österreich und die Türkei diplomatische Beziehungen, welche durch den Anschluss Österreichs an NS-Deutschland unterbrochen wurden. In den 1960er Jahren schlossen beide Länder Abkommen über die Beschäftigung türkischer Gastarbeiter in Österreich, weshalb es eine bedeutende türkeistämmige Minderheit in Österreich gibt. Im 21. Jahrhundert unterhalten beide Länder kooperative Beziehungen, auch wenn Österreich eine skeptische Position hinsichtlich des EU-Beitritts der Türkei eingenommen hat und in der Regierungszeit von Recep Tayyip Erdoğan den Abbruch der Beitrittsverhandlungen mit der Türkei gefordert hat.

## Geschichte
Erste diplomatische Kontakte gehen auf das 15. Jahrhundert zurück und 1547 entsandten die Habsburger ihren ersten Botschafter nach Konstantinopel. Vom Mittelalter bis ins 20. Jahrhundert waren das heutige Österreich und die Türkei Kernregionen innerhalb viel größerer Reiche. Österreich war der Sitz des Hauses Habsburg und die Türkei wurde vom Haus Osman (auch bekannt als die Osmanen) regiert. Sowohl der habsburgische als auch der osmanische Staat waren große multiethnische Gebilde, die durch Eroberung bzw. Erbschaften entstanden. Diese rivalisierenden Reiche führten häufig Kriege gegeneinander, um die Kontrolle über große Teile Mitteleuropas und des Balkans zu erlangen. In seiner Blütezeit drohte das Osmanische Reich zweimal, die österreichische Hauptstadt Wien zu erobern: 1529 und 1683. Nach der zweiten osmanischen Niederlage bei Wien und dem Ende des Großen Türkenkriegs im Jahr 1699 gewannen die Habsburger jedoch die Oberhand und eroberten Ungarn und Kroatien von den Osmanen. Mit dem Niedergang der osmanischen Macht auf der Balkanhalbinsel konkurrierte Österreich auch mit dem aufstrebenden Russischen Zarenreich um Einfluss, der sich aus dem entstehenden Machtvakuum ergab, was als Orientalische Frage bezeichnet wurde.
Währenddessen verbesserten sich die österreichisch-osmanischen Beziehungen im 19. Jahrhundert und der diplomatische, wirtschaftliche und kulturelle Austausch gewann an Intensität. Während der osmanische Einfluss auf dem Balkan zurückging, konnten die Österreicher 1908 mit Bosnien ein neues Gebiet annektieren, was zu einer diplomatischen Krise führte (Bosnienkrise). In der Zwischenzeit hatte Russland mehreren Nationalitäten auf dem Balkan geholfen, sich gegen die Osmanen aufzulehnen und eigene Nationalstaaten auf dem Balkan zu gründen. Nach einer Reihe territorialer Veränderungen – vom griechischen Unabhängigkeitskrieg (1821–1829) bis zu den Balkankriegen (1912–1913) – grenzten das österreichische und das osmanische Reich nicht mehr aneinander. Ein diplomatischer Konflikt zwischen Österreich-Ungarn und Serbien bzw. seiner Schutzmacht Russland führte 1914 zum Ausbruch des Ersten Weltkriegs (1914–1918). Als Teil der Mittelmächte waren die Osmanen und Österreicher Verbündete in diesem Krieg. Die Niederlage der Mittelmächte führte zum Ende der beiden Monarchien.

Nach dem Ende des Ersten Weltkriegs bildete sich 1919 die Erste Österreichische Republik und 1923 die von Mustafa Kemal Atatürk gegründete Republik Türkei. Beide Staaten unterzeichneten 1924 einen Freundschaftsvertrag und nahmen damit diplomatische Beziehungen auf. Ab 1927 war der österreichische Architekt Clemens Holzmeister maßgeblich am Aufbau der neuen Hauptstadt Ankara beteiligt, wo er u. a. für den Bau des Parlamentsgebäudes, des Sitzes des Präsidenten und der österreichischen Botschaft verantwortlich war. Zwischen 1938 und 1945 waren die Beziehungen durch den Anschluss Österreichs an Hitlerdeutschland unterbrochen. Nach dem Ende des Zweiten Weltkriegs wurde 1964 ein Abkommen zwischen beiden Ländern geschlossen, um Arbeitskräfte aus der Türkei anzuwerben. Das Programm führte zur Einwanderung tausender Türken nach Österreich, bevor es in den 1970er Jahren gestoppt wurde. 

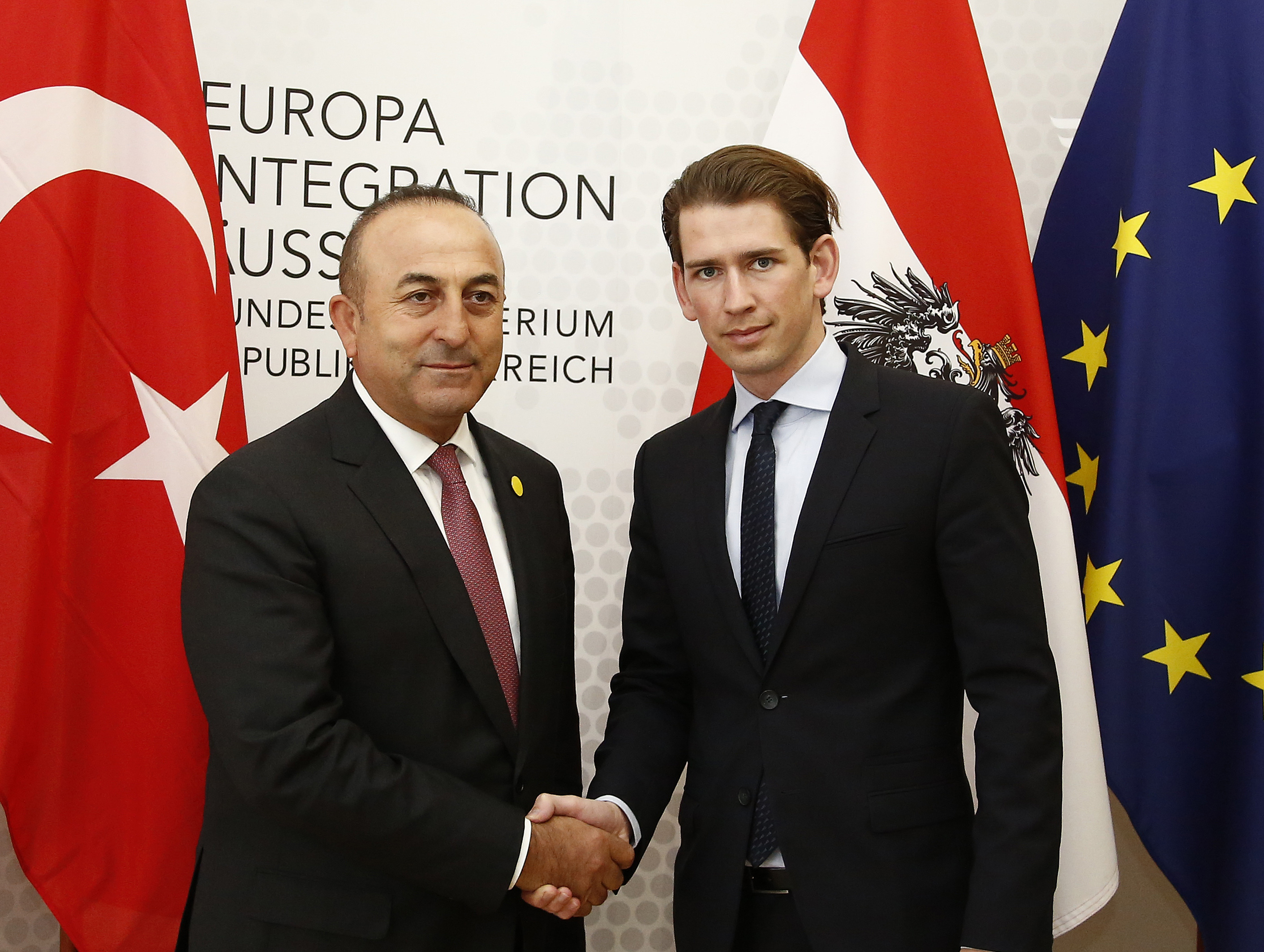
Mevlüt Çavuşoğlu und Sebastian Kurz (2016)

Die Türkei stellte bereits 1987 den Antrag auf den Beitritt zur Europäischen Wirtschaftsgemeinschaft (EWG), dem Vorläufer der Europäischen Union (EU). Verschiedene österreichische Regierungen haben sich allerdings kritisch zu einer Vollmitgliedschaft der Türkei in der EU geäußert und innerhalb Europas gilt Österreich als Gegner eines türkischen EU-Beitritts. Nach dem Putschversuch in der Türkei 2016 forderte Kanzler Sebastian Kurz den Abbruch der Beitrittsverhandlungen. Im Dezember 2017 beschuldigte die Türkei die Regierung Österreichs deshalb der Diskriminierung und des Rassismus. Außerdem warf die Türkei der EU vor, das Vorgehen der österreichischen Regierung nicht zu verurteilen. Das türkische Außenministerium warf Österreich „Unehrlichkeit“ vor und warnte, dass ihr Vorgehen Österreich „an den Rand des Verlustes der Freundschaft mit der Türkei“ bringen und „die Reaktion hervorrufen würde, die es verdient“. Die Forderung nach einem Abbruch der Verhandlungen wurden später von dem Nationalrat (2018) und Kanzler Karl Nehammer (2023) wiederholt.

## Wirtschaftsbeziehungen
Mit einem Handelsvolumen von knapp vier Milliarden Euro ist die Türkei für Österreich auf Platz 20 der größten Exportpartner und auf Platz 18 der größten Importpartner (2020). Zwischen 2003 und 2020 war Österreich der viertgrößte ausländische Investor in der Türkei, was sehr beachtlich in Relation zur Größe Österreichs ist. Knapp 250 österreichische Unternehmen sind in der Türkei tätig. Neben dem Warenhandel ist auch der Austausch von Dienstleistungen von großer Bedeutung. So besuchen zahlreiche Touristen aus Österreich jährlich die Türkei.

## Türken in Österreich
In Österreich leben knapp 270.000 türkeistämmige Personen, darunter ethnische Kurden und Türken. Türkeistämmige machen knapp 3 Prozent der Bevölkerung aus. Knapp 120.000 in Österreich lebende Personen besitzen die türkische Staatsbürgerschaft. Auslandstürken besitzen auch das Recht, an Wahlen in der Türkei teilzunehmen.

## Diplomatische Standorte
- Österreich hat eine Botschaft in Ankara und ein Generalkonsulat in Istanbul.
- Die Türkei hat eine Botschaft in Wien und Generalkonsulate in Bregenz und Salzburg.

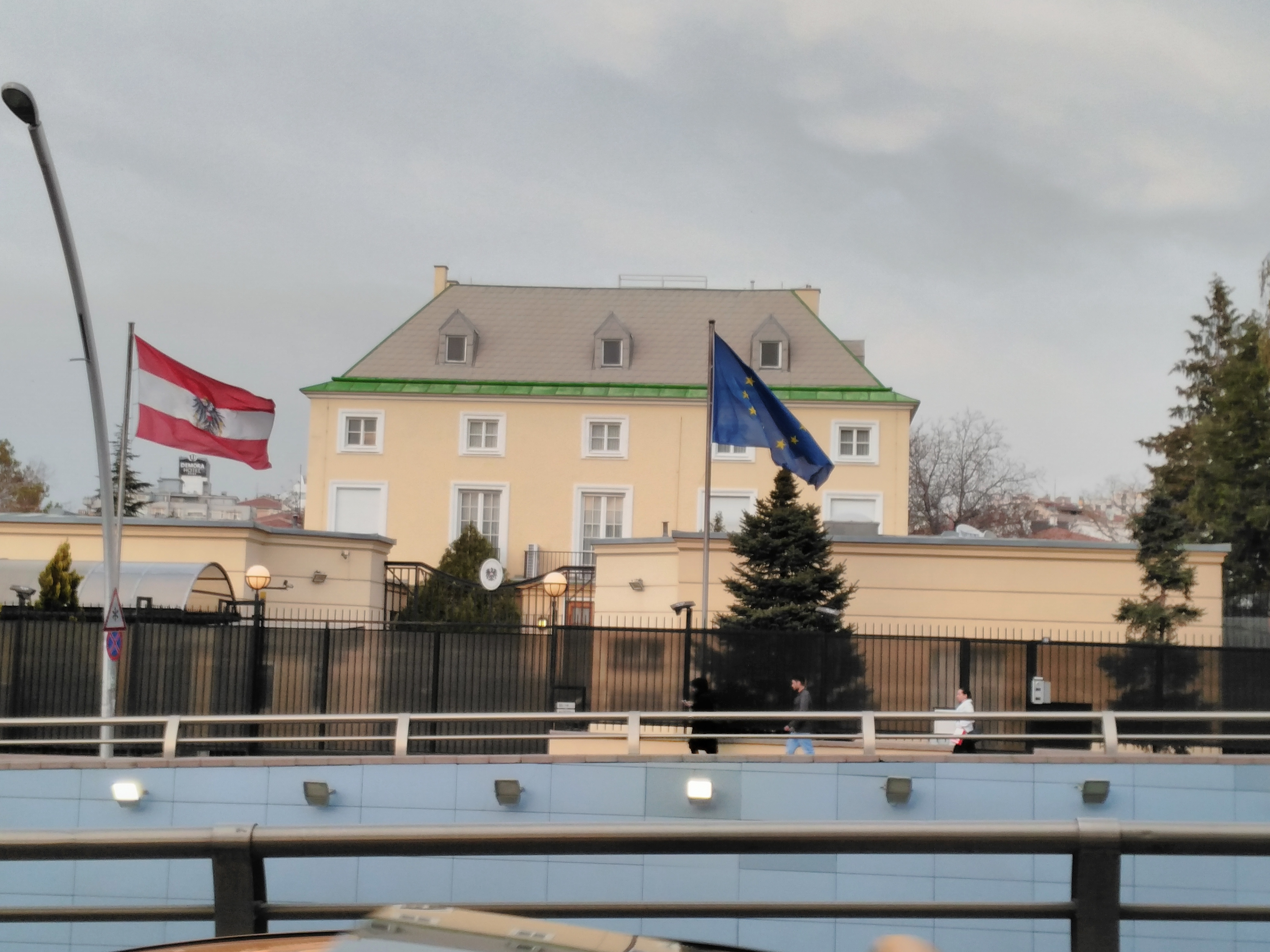
Österreichische Botschaft in Ankara
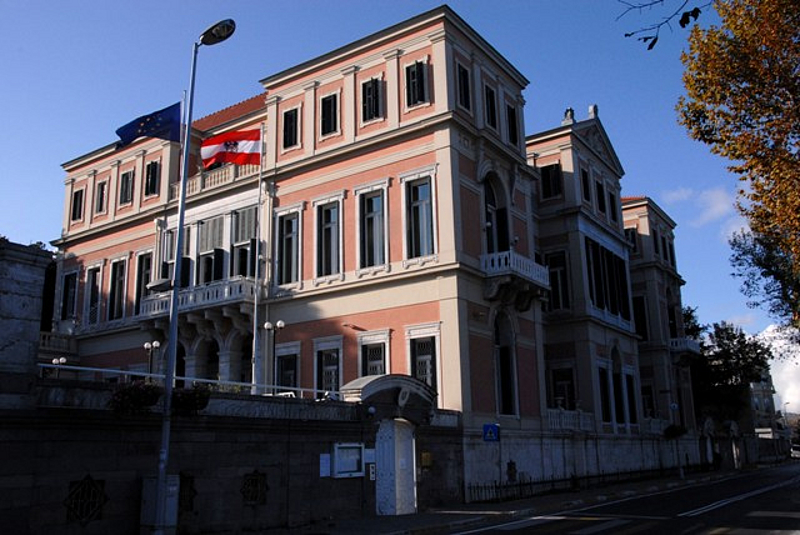
Österreichisches Generalkonsulat in Istanbul
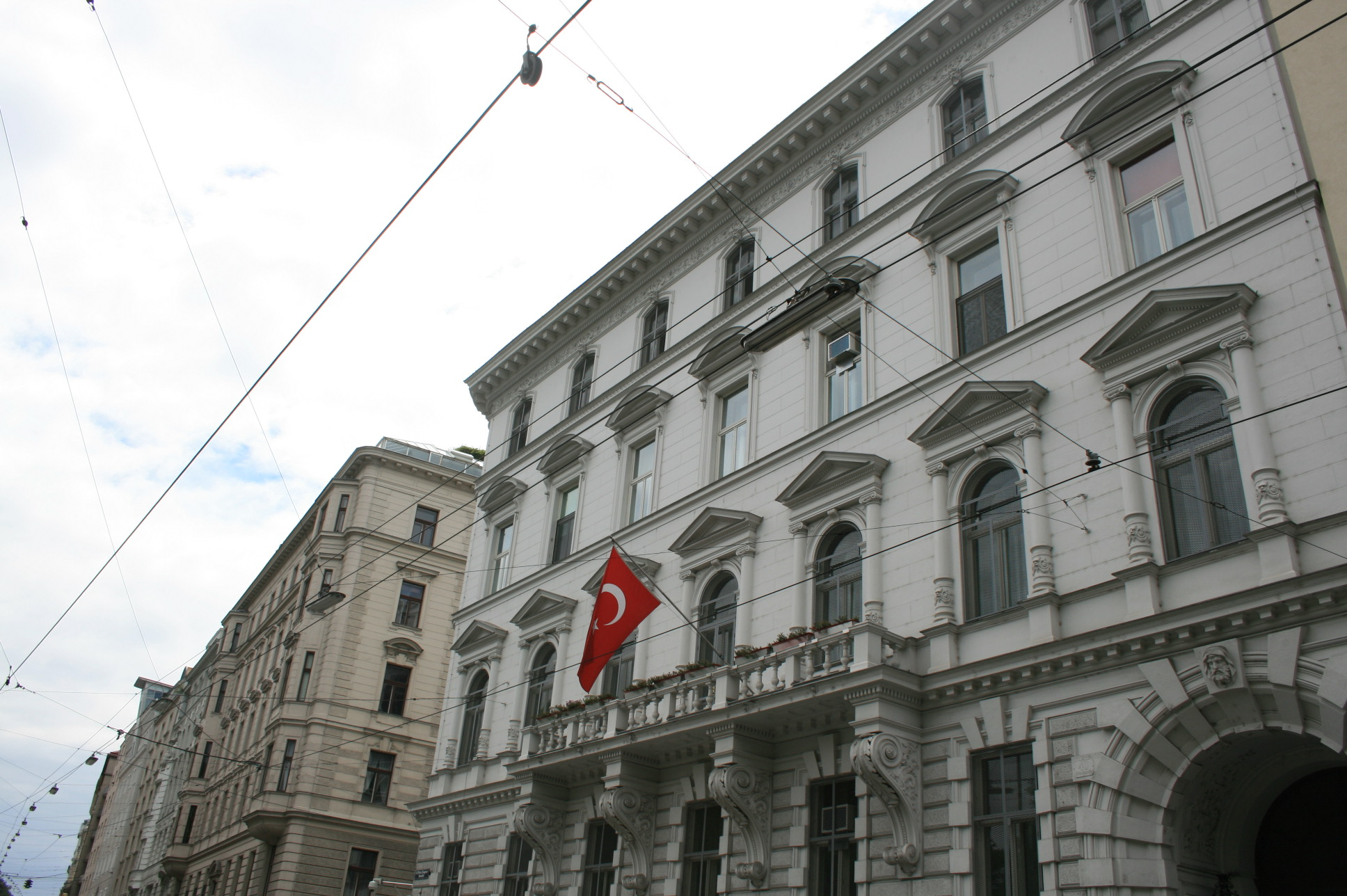
Türkische Botschaft in Wien
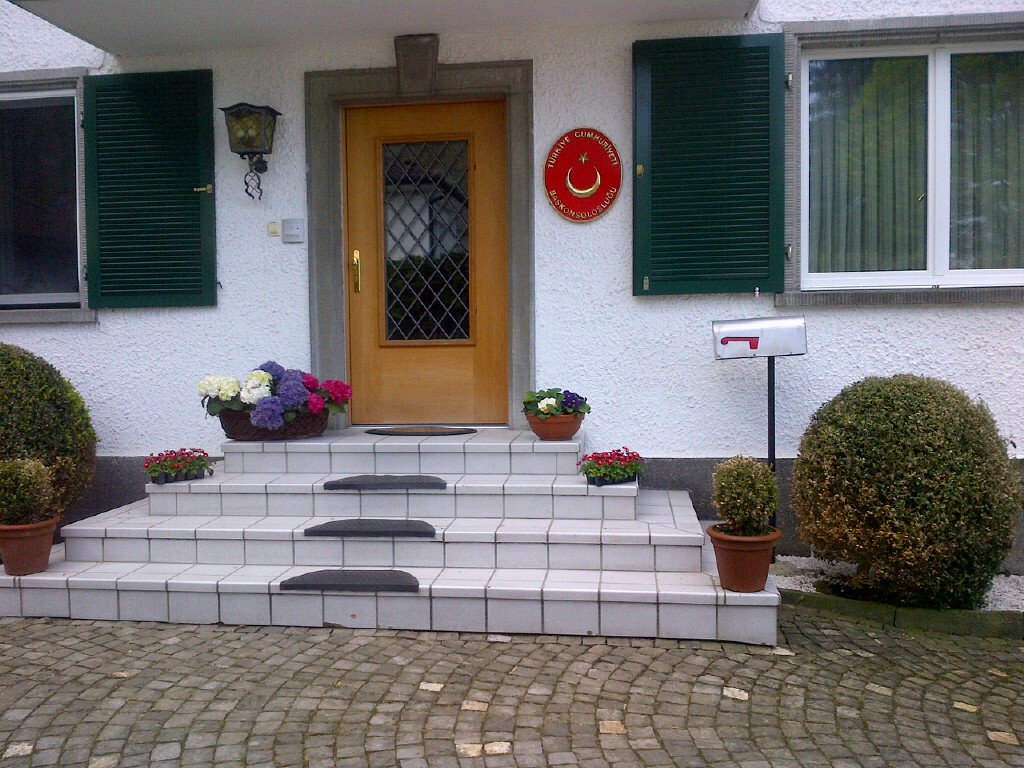
Türkisches Generalkonsulat in Bregenz
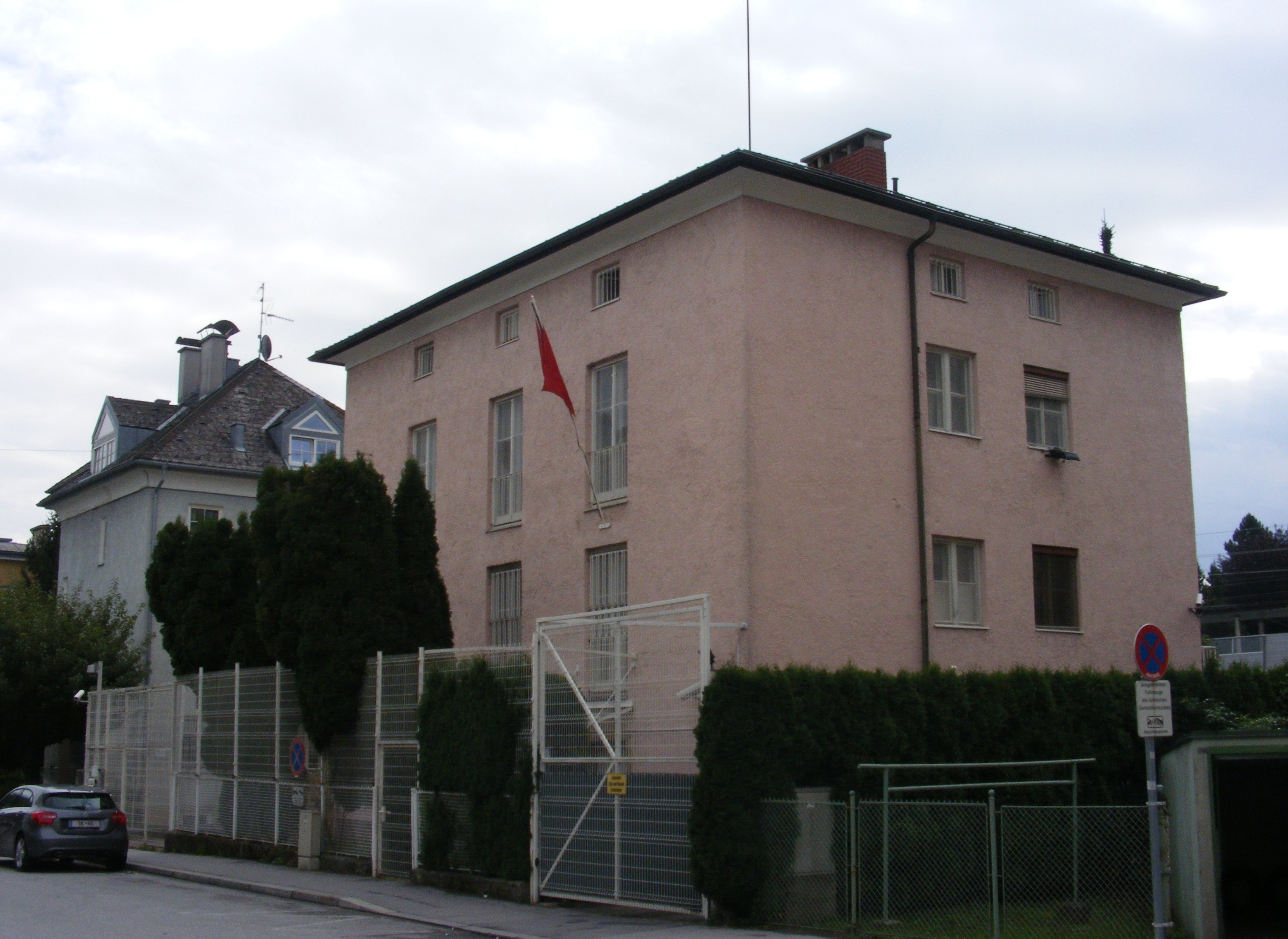
Türkisches Generalkonsulat in Salzburg